# Ghazl El-Mehalla Sporting Club
Il Ghazl El-Mehalla Sporting Club è una società calcistica egiziana di El-Mahalla El-Kubra. Milita nella massima divisione del campionato nazionale.

## Palmarès

### Competizioni nazionali
- Campionato egiziano: 1

1972-1973
- Seconda Divisione: 2

2010-2011 (gruppo B), 2019-2020 (gruppo C)

### Altri piazzamenti
- Campionato egiziano:

Secondo posto: 1975-1976
- Coppa d'Egitto:

Finalista: 1975, 1979, 1986, 1993, 1995, 2001
- Supercoppa d'Egitto:

Finalista: 2001
- CAF Champions League:

Finalista: 1974
Semifinalista: 1975
- Coppa delle Coppe d'Africa:

Quarti di finale: 2002

## Rosa 2021-2022
Aggiornata al 6 settembre 2021
| N. |                   | Ruolo | Calciatore        |
| -- | ----------------- | ----- | ----------------- |
| 1  | Egitto (bandiera) | P     | Mahmoud Reda      |
| 2  | Egitto (bandiera) | D     | Mohamed Camacho   |
| 5  | Egitto (bandiera) | D     | Mahmoud Alaa      |
| 6  | Egitto (bandiera) | D     | Hany Adel         |
| 7  | Egitto (bandiera) | A     | Hesham Balaha     |
| 8  | Egitto (bandiera) | C     | Ashraf El Sayed   |
| 13 | Egitto (bandiera) | P     | Amr Shaaban       |
| 14 | Egitto (bandiera) | C     | Khaled El Akhmimi |
| 17 | Egitto (bandiera) | D     | Yehia Hamed       |
| 19 | Egitto (bandiera) | A     | Ahmed El Sheikh   |

| N. |                   | Ruolo | Calciatore         |
| -- | ----------------- | ----- | ------------------ |
| 21 | Egitto (bandiera) | C     | Mohamed Hamousha   |
| 22 | Egitto (bandiera) | C     | Bassam Maher       |
| 24 | Egitto (bandiera) | D     | Moataz Kajo        |
| 27 | Egitto (bandiera) | A     | Mohamed Ghalwesh   |
| 34 | Egitto (bandiera) | A     | Abdelrahman Atef   |
| 35 | Egitto (bandiera) | D     | Mohamed Abdelkader |
| 36 | Egitto (bandiera) | C     | Ahmes El Nadry     |
| 77 | Egitto (bandiera) | A     | Hossam Hassan      |
| 99 | Egitto (bandiera) | A     | Abdo Yehia         |